# Montcal (Begur)
El Montcal és una muntanya de 233 metres que es troba al municipi de Begur, a la comarca catalana del Baix Empordà.